# Elias Dayton

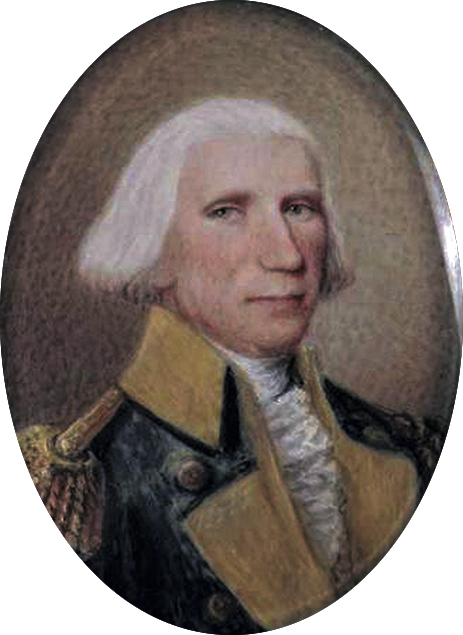
Brigadier General Elias Dayton (Ellen Sharples, um 1809)

Elias Dayton (* 1. Mai 1737 in Elizabethtown, Province of New Jersey; † 22. Oktober 1807 ebenda) war ein US-amerikanischer General und Vater des Politikers Jonathan Dayton.

## Leben
Während des Franzosen- und Indianerkriegs diente er erst als Lieutenant und später als Captain für die Armee aus New Jersey. Während des Pontiac-Aufstands 1760 war er Kommandant in der Region um Detroit. Nach den Kriegen ging er zurück nach Elizabethtown, New Jersey und wurde Kolonialbeamter und Händler. 1774 ersuchte der Erste Kontinentalkongress die Kolonien, sich gegen die neue Steuerpolitik des Parlaments zu wehren, indem eine einjährige Export- und Importsperre gegenüber Großbritannien erhoben wurde. Dayton diente dem Ausschuss Elizabethtowns und schloss sich der lokalen revolutionären Bewegung an. Als sich das Blatt 1775 gegen den königlichen Gouverneur William Franklin wendete, beschloss New Jerseys provinzieller Kongress Elias Dayton als Führer des dritten New Jersey Regiment einzusetzen. Im Frühling 1776 wurden er und seine Truppen (einschließlich seines Sohnes Jonathan) entsendet, um eine Invasion Kanadas zu unterstützen, wurden aber letztlich doch nach New York geschickt, um das dortige Mohawk Valley vor Indianischen Eindringlingen zu schützen. Dayton war für das Konstruieren der Verstärkungen verantwortlich. Diese Verstärkungen schlossen Fort Dayton ein, was heute Herkimer, New York ist. Im Dezember 1778 wurde er in den Kontinentalkongress gewählt, verzichtete aber im Mai 1779 auf sein Mandat.
Dayton kehrte nach seinem Ausscheiden aus der Armee nach Elizabethtown zurück. Er war 1791 bis 1792 und 1794 bis 1796 Mitglied der New Jersey General Assembly und hatte 1796 bis 1805 das Amt des Bürgermeisters von Elizabethtown inne. Er starb im Alter von 70 Jahren in seiner Heimatstadt und wurde auf dem ersten presbyterianischen Friedhof in Elizabethtown begraben.